# Ministère de l'Enseignement supérieur (Malaisie)
En Malaisie, le ministère de l'Enseignement supérieur (malais : Kementerian Pengajian Tinggi) est un ministère rattaché au Gouvernement de Malaisie ; ses missions portent sur l'enseignement supérieur et polytechnique, les collèges communautaires, les prêts étudiants, les accréditations et le bénévolat étudiant. Son siège se trouve à Putrajaya. Le ministère est formé en mars 2004, puis fusionne de nouveau avec le ministère de l'Éducation (en) le 14 mai 2013, puis il redevient autonome le 28 juillet 2015. Après les élections générales de 2018, le ministère de l'Enseignement supérieur devient une branche du ministère de l'Éducation. Sous le gouvernement Muhyiddin, le ministère de l'Enseignement supérieur est de nouveau séparé de celui de l'Éducation depuis le 10 mars 2020.